# Mohamed Al-Deayea
Mohamed Abdullaziz Al-Deayea (en árabe: محمد الدعيع; Tabuk, 2 de agosto de 1972), más conocido como Mohamed Al-Deayea, es un exfutbolista saudí que jugaba de portero y su último club fue el Al-Hilal. Ha disputado cuatro mundiales con la selección de Arabia Saudita, donde es toda una institución. En noviembre de 2008 obtuvo el récord de partidos internacionales por un futbolista masculino con 178 internacionalidades, actualmente es el sexto futbolista con más presencias internacionales.

## Trayectoria
Al-Deayea ha pasado su carrera deportiva entre el Al-Ta'ee y Al-Hilal. Antes de ser futbolista, Al-Deayea fue jugador de balonmano, pero convencido por su club y su hermano mayor Abdullah, se convirtió en futbolista. Al principio, Mohammed sintió la presión de tener que seguir los pasos de su hermano Abdullah, que ganó la Copa Asiática y fue un reputado portero que llegó a firmar por el Manchester United en 2001 como recambio para Fabien Barthez. Al-Deayea pudo haber seguido sus pasos como recambio de Peter Schmeichel, pero no se pudo llevar a cabo porque no consiguió el permiso de trabajo, por lo que permaneció en el Al-Hilal.

## Selección nacional
Después de hacer su debut en la selección en los Juegos Asiáticos de 1990, frente a Bangladés, Al Deayea se ha convertido en todo un icono del fútbol de su país. En los Copa Asiática de 1996 se convirtió en el héroe de su selección tras vencer en la tanda de penaltis a la selección de Emiratos Árabes Unidos.
Al-Deayea ha sido una de las piezas claves para ayudar la selección de Arabia Saudí a clasificarse para los mundiales de 1994, 1998, 2002 y 2006. En el Mundial de 2002 recibió ocho goles de Alemania. También recibió ocho ante Brasil en la Copa Confederaciones 1999. Durante el Mundial de 2002, Al-Deayea empató con Antonio Carbajal como el portero que más goles ha recibido en la copa del mundo con 25. 
La carrera de Al-Deayea en la selección parecía estar acabada, pero la llegada de Marcos Paquetá a finales de 2005 le devolvió al equipo tras la lesión de Mabrouk Zaid. En los tres años anteriores sólo había disputado cuatro partidos. Cuando Zaid se recuperó, volvió a la titularidad, pero Paqueta decidió mantener a Al-Deayea en la selección debido a su experiencia internacional. En mayo de 2006, en un amistoso frente a Bélgica logró su 172 partido como internacional. Pese a que formó parte del equipo que acudió al Mundial de 2006, Al-Deayea no disputó ningún partido. Después de aquel campeonato, Al-Deayea anunció su retirada definitiva de la selección.

## Clubes
| Club          | País           | Año           | Partidos | Goles | Media |
| ------------- | -------------- | ------------- | -------- | ----- | ----- |
| Al-Ta'ee      | Arabia Saudita | 1989-1999     | 176      | 0     | 0     |
| Al-Hilal      | Arabia Saudita | 1999-2010     | 310      | 3     | 0.01  |
| Total carrera | Total carrera  | Total carrera | 486      | 3     | 0.01  |